# Cratere Harold
Harold è un cratere lunare di 1,43 km situato nella parte sud-occidentale della faccia visibile della Luna.